# Ministerio Público (Panamá)
El Ministerio Público, o Fiscalía de Panamá, es un organismo autónomo y jerarquizado de Panamá, cuya función es dirigir en forma exclusiva la investigación de los hechos constitutivos de delito, los que determinen la participación punible y los que acrediten la inocencia del imputado y, en su caso, ejercer la acción penal pública en la forma prevista por la ley; de igual manera, le corresponde la adopción de medidas para proteger a las víctimas y a los testigos.
Fue creado con la Constitución Política de la República de Panamá de 1904. Este organismo fue reformado mediante una reformas al Código Penal, Código Procesal Penal y otros cuerpos legales para la introducción del Sistema Penal Acusatorio.
Este organismo está compuesto de una Procuraduría General y de fiscalías especializadas, que organizan su trabajo a través de fiscalías municipales, que son sus unidades operativas.

### Misión
“Representar a la sociedad y dirigir de forma expedita la investigación de los delitos, con el uso de procedimientos alternos para la solución de conflictos, ejercer la acción penal, con alto grado de competencia, eficiencia y eficacia con transparencia e independencia, cumpliendo las leyes, garantizando la atención y protección a las víctimas y demás intervinientes en el proceso penal, respetando los Derechos Humanos, defender los intereses del Estado y brindar asistencia judicial internacional en los casos que señala la Ley”.

### Visión
“Ser una Institución integrada por profesionales con principios éticos, comprometidos con la prestación de un servicio integral que facilita el acceso a la justicia, respetuosos de los Derechos Humanos, que generan confianza en la ciudadanía y propician una cultura de paz”.

## Organización
El Ministerio Público de Panamá está organizado en una Procuraduría General y en Fiscalías Regionales. Las Fiscalías Regionales organizan su trabajo a través de personerías municipales o subregionales, también delegando funciones de investigación a organismos policiales y científico como la Policía Nacional, la Dirección de Investigación Judicial y el Instituto de Medicina Legal y Ciencias Forenses, este último dependiente del Ministerio Público

### Procuraduría General
El procurador general es el jefe superior del Ministerio Público y responsable de su funcionamiento. La Procuraduría General tiene su sede en Ciudad de Panamá.
El mandato de procurador generales de diez años y a su final no puede volver a ser designado para el período siguiente. Su elección comienza seleccionados por el presidente de la República luego la Asamblea Nacional los ratifica o rechaza.
De acuerdo al artículo 221 de la Constitución, para poder ser designado como procurador general la persona debe cumplir los siguientes requisitos:
1. Ser panameño por nacimiento.
2. Haber cumplido treinta y cinco años de edad.
3. Hallarse en pleno goce de los derechos civiles y políticos.
4. Ser graduado en Derecho y haber inscrito el título universitario en la oficina que la Ley señale. (En la Sala Cuarta de Negocios Generales de la Corte Suprema de Justicia)
5. Haber completado un periodo de diez años durante el cual haya ejercido indistintamente la profesión de abogado, cualquier cargo del  Órgano Judicial, del Ministerio Público, del Tribunal Electoral o de la Defensoría del Pueblo que requiera título universitario en Derecho, o haber sido profesor de Derecho en un establecimiento de enseñanza universitaria. Se reconoce la validez de las credenciales para ser magistrado de la Corte Suprema de Justicia, otorgadas de acuerdo con disposiciones constitucionales anteriores.

### Fiscalías Regionales
Las Fiscalías Regionales ejercen las funciones y atribuciones del Ministerio Público en la región o extensión geográfica de la región que le corresponda por sí o por medio de los fiscales adjuntos que se encuentran bajo su dependencia.
Los Fiscales Regionales duran hasta su rotación en el ejercicio de sus funciones y no pueden ser designados como tales por el período siguiente, lo que no obsta a que puedan ser nombrados en otro cargo del Ministerio Público. Cesan en su cargo al cumplir a la edad de jubilación.
Los requisitos para ser nombrado Fiscal Regional son los mismos que para ser procurador general.
Tanto el Fiscal Superior Regional como los Fiscales Superiores son funcionarios de la exclusiva confianza del Fiscal Regional correspondiente.

#### Listado de las fiscalías regionales
Listado de las Fiscalías Regionales, con sus correspondientes provincias. 
| #  | Fiscalía                            | Región                                                               |
| -- | ----------------------------------- | -------------------------------------------------------------------- |
| 1  | Fiscalía Regional de Bocas del Toro | Provincia de Bocas del Toro                                          |
| 2  | Fiscalía Regional de Coclé          | Provincia de Coclé                                                   |
| 3  | Fiscalía Regional de Colón          | Provincia de Colón y Comarca Guna Yala                               |
| 4  | Fiscalía Regional de Chiriquí       | Provincia de Chiriquí y Comarca Ngäbe-Buglé                          |
| 5  | Fiscalía Regional de Darién         | Provincia de Darién, Comarca Emberá-Wounaan y Wargandí               |
| 6  | Fiscalía Regional de Herrera        | Provincia de Herrera                                                 |
| 7  | Fiscalía Regional de Los Santos     | Provincia de Los Santos                                              |
| 8  | Fiscalía Metropolitana              | Provincia de Panamá y Madugandí excepto el Distrito de San Miguelito |
| 9  | Fiscalía Regional de San Miguelito  | Distrito de San Miguelito                                            |
| 10 | Fiscalía Regional de Veraguas       | Provincia de Veraguas                                                |
| 11 | Fiscalía Regional de Panamá Oeste   | Provincia de Panamá Oeste                                            |

### Fiscalías Subregionales
Las Subregionales son las unidades operativas de las Fiscalías Regionales para el cumplimiento de las tareas de investigación, ejercicio de la acción penal pública y protección de las víctimas y testigos. Están integradas por los fiscales adjuntos, administradores de fiscalía, ayudantes de fiscal, además de profesionales y personal de apoyo, como psicólogos y asistentes sociales, técnicos, administrativos y auxiliares, así como de los medios materiales que respectivamente determine el Procurador General, a propuesta del Fiscal Regional dentro de cuyo territorio se encuentre las Subregionales.
Cada Subregional está integrada por uno o más fiscales adjuntos, que son designados por el Procurador General, a propuesta del fiscal regional. Si la Subregionales cuenta con dos o más fiscales adjuntos, el fiscal regional asigna a uno de ellos el desempeño de labores de jefatura, las que realizará, con la denominación de fiscal adjunto superior, mientras cuente con la confianza de dicho fiscal regional.

#### Listado de las fiscalías subregionales
Listado de las Fiscalías Subregionales, con sus correspondientes corregimientos, distritos o zonas.
| #   | Fiscalías Subregionales | Corregimientos, distritos o zonas                                                         |
| --- | ----------------------- | ----------------------------------------------------------------------------------------- |
| 1°  | Primera Subregional     | comprende los corregimientos de San Felipe, El Chorrillo, Santa Ana, Calidonia y Curundú. |
| 2°  | Segunda Subregional     | comprende los corregimientos de Bella Vista y San Francisco.                              |
| 3°  | Tercera Subregional     | comprende los corregimientos de Ancón y Bethania.                                         |
| 4°  | Cuarta Subregional      | comprende los corregimientos de Parque Lefevre, Río Abajo y Pueblo Nuevo.                 |
| 5°  | Quinta Subregional      | comprende los corregimientos de Chilibre y Alcalde Díaz.                                  |
| 6°  | Sexta Subregional       | comprende el corregimiento de Juan Díaz.                                                  |
| 7°  | Séptima Subregional     | comprende los corregimientos de Pedregal y Las Mañanitas.                                 |
| 8°  | Octava Subregional      | comprende los corregimientos de Tocumen y 24 de diciembre.                                |
| 9°  | Novena Subregional      | comprende los corregimientos de San Martín y Pacora.                                      |
| 10° | Decima Subregional      | comprende el Aeropuerto Internacional de Tocumen.                                         |
| 11° | Subregional de Chepo    | comprende el Distrito de Chepo.                                                           |

## Características
Es una institución estatal responsable de investigar y reprimir los delitos, fue creado por la Constitución Política de la República de Panamá de 1904 .El Ministerio Público de Panamá es una entidad autónoma, no pertenece a ninguno de los 3 órganos del estado Ejecutivo, Legislativo y Judicial y que participa dentro del proceso administrativo de justicia por razón de facultad constitucional y legal de ejercer la acción del estado panameño (Art.220 Constitución Política)

Artículo 220.-Rigen respecto a los Agentes del Ministerio Público las mismas disposiciones que para los funcionarios judiciales establecen los artículos 202,205,207, 208, 209 y 213

## Principios de actuación
Los principios que informan la actuación del Ministerio Público son los siguientes:
- Principio de Legalidad: es la obligación que se impone al Ministerio Público de someter su actuar al mandato de la Constitución y las leyes.

- Principio de Objetividad: es la imposición legal que recae en el Ministerio Público en el sentido de investigar y recabar, con el mismo celo, los antecedentes de un hecho delictivo que conduzcan a establecer la culpabilidad de un imputado como aquellos que puedan probar su inocencia.

- Principio de Oportunidad: es la facultad que tiene el Ministerio Público, de no iniciar la persecución penal o abandonar la ya iniciada cuando el hecho delictivo no comprometiere gravemente el interés público a menos que la pena mínima asignada al delito excediere la de presidio o reclusión menores en su grado mínimo o que se tratare de un delito cometido por un funcionario público en el ejercicio de sus funciones.